# Giovanni Pintori
Giovanni Pintori (Tresnuraghes, 1912 – Milano, 15 novembre 1999) è stato un pittore e designer italiano.

## Biografia
Nativo della provincia di Oristano, i suoi genitori erano originari di Nuoro, dove la famiglia fa ritorno nel 1918.  
Nel 1930 vince una delle due borse di studio del Consorzio dell'Economia Corporativa (l'altra borsa va a Salvatore Fancello) e inizia a seguire i corsi dell'ISIA di Monza.
Conclusi gli studi, nel 1936 inizia a collaborare con l'Ufficio Tecnico Pubblicità della Olivetti di Ivrea (società dove già lavorava Costantino Nivola suo conterraneo e compagno di studi all'ISIA) e ne diventa il responsabile nel 1940.  
Produce materiale pubblicitario di ogni genere: manifesti, pagine pubblicitarie, insegne. 
Nel 1950 ottiene il primo di una lunga serie di riconoscimenti: la Palma d'Oro della Federazione Italiana Pubblicità. Nello stesso anno diventa art director della Olivetti, alle dirette dipendenze del presidente Adriano.
Nel 1952 il MoMA di New York organizza la mostra Olivetti: Design in Industry, nella quale il suo lavoro è ampiamente rappresentato. Nel 1953 entra a far parte dell'AGI Alliance Graphique Internationale, che nel 1955, con un'esposizione al Louvre, dedica una sala al suo lavoro per Olivetti. 
Giovanni Pintori produce per Olivetti centinaia di annunci, brochures, manifesti; progetta allestimenti per fiere e mostre. Si collega alle ricerche grafiche contemporanee del Razionalismo europeo ed esercita la sua influenza su designers quali Leo Lionni (che si occuperà, insieme a Costantino Nivola, della diffusione dell'immagine Olivetti in America) e Paul Rand.
Sempre nel 1955 riceve il Certificate of Excellence of Graphic Arts dell'AIGA (l'Associazione dei graphic designer statunitensi) e, l'anno successivo, la Medaglia d'Oro e il Diploma di Primo Premio di Linea Grafica e della Fiera di Milano. 
Nel 1957 gli viene conferito il diploma di Gran Premio all'XI Triennale di Milano; nello stesso anno espone a Londra con l'AGI.
Dopo la morte di Adriano Olivetti (1960) continua a raccogliere prestigiosi riconoscimenti internazionali come il Typographic Excellence Award del Type Directors Club di New York nel 1964. Nel 1966 espone una personale a Tokyo.
Varie testate pubblicano sue immagini: Fortune, Graphic Design, Horizon.
Nel 1967 lascia Olivetti e lavora come libero professionista per Pirelli, Ambrosetti, Gabbianelli, Parchi di Liguria, Merzario.
Nel 1984 la rivista giapponese Idea lo pone tra i trenta designers più influenti del ventesimo secolo.
Negli ultimi anni torna a dedicarsi solamente alla pittura. Muore a Milano nel 1999.